# Notropis chiliticus
Notropis chiliticus är en fiskart som först beskrevs av Edward Drinker Cope, 1870.  Notropis chiliticus ingår i släktet Notropis och familjen karpfiskar. Inga underarter finns listade i Catalogue of Life.